# Dash Wilder
Daniel Marshall Wheeler (ur. 17 maja 1987 w Raleigh w Karolinie Północnej) – amerykański wrestler występujący w federacji WWE w rozwojowym brandzie NXT pod pseudonimem ringowym Dash Wilder. Wraz ze Scottem Dawsonem tworzy tag team The Revival i jest dwukrotnym posiadaczem NXT Tag Team Championship.

## Kariera wrestlera

### Wczesna kariera (2005–2014)
Wheeler zadebiutował w 2005. Występował w różnych federacjach niezależnych jako Steven Walters, a największe tryumfy święcił w NWA Anarchy. Podczas pobytu w tejże federacji zdobył NWA Anarchy Television Championship oraz NWA Tag Team Championship.

### WWE

#### NXT (od 2014)
W 2014, Wheeler podpisał kontrakt z WWE; został przypisany do WWE Performance Center i przyjął pseudonim ringowy Dash Wilder. Tuż po debiucie utworzył tag team ze Scottem Dawsonem. Występowali wspólnie na live eventach NXT jako The Mechanics. Na tygodniówce NXT zadebiutowali 31 lipca; przegrali walkę drużynową z Bullem Dempseyem i Mojo Rawleyem. Tag team kontynuował występy na live eventach NXT, choć w telewizji pojawiał się bardzo rzadko.
Pierwszą telewizyjną wygraną The Mechanics odnotowali 29 lipca 2015, kiedy to pokonali Enzo Amore'a i Colina Cassady’ego. Na NXT TakeOver: Respect, The Mechanics zostali pokonani w półfinale turnieju Dusty Rhodes Tag Team Classic. W październiku, nazwa ich drużyny została zmieniona na Dash i Dawson. 11 listopada 2015, Dash i Dawson pokonali The Vaudevillains w walce o NXT Tag Team Championship, stając się mistrzami po raz pierwszy. Zdołali obronić tytuł mistrzowski w walce przeciwko Amore’owi i Cassady’emu na NXT TakeOver: London. W lutym ich tag team zmienił nazwę na The Revival. Na WWE Roadblock ponownie pokonali Amore'a i Cassady’ego. 1 kwietnia 2016, na NXT TakeOver: Dallas, utracili tytuły mistrzowskie na rzecz American Alpha (Chad Gable i Jason Jordan), lecz zdołali je odzyskać w walce rewanżowej na NXT TakeOver: The End. Na gali NXT TakeOver: Brooklyn II, on i Dawson obronili tytuły w walce z Tommaso Ciampą i Johnnym Gargano. Wspólnie zawalczyli w rewanżu na gali NXT TakeOver: Toronto w two-out-of-three falls tag team matchu, gdzie ulegli pretendentom i stracili tytuły.

## Styl walki
- Finishery
  - Double knee facebuster
  - Inverted figure four leglock

- Inne ruchy
  - Chop block
  - European uppercut
  - Shin breaker

- Ze Scottem Dawsonem
  - Finishery drużynowe
    - Shatter Machine (Flapjack (Dawson) i Double knee facebreaker (Wilder))

- Przydomki
  - "The Fever"[16]

- Motywy muzyczne
  - "Southern Proud" od CFO$ (NXT; od 13 maja 2015; jako członek The Revival)

## Mistrzostwa i osiągnięcia
- Anarchy Wrestling
  - NWA Anarchy Television Championship[4]
  - NWA Anarchy Tag Team Championship (2 razy) – z Derrickiem Driverem (2)[4]

- Pro Wrestling Illustrated
  - PWI umieściło go na 132. miejscu w top 500 wrestlerów rankingu PWI 500 w 2016[17]

- WrestleForce
  - WrestleForce Tag Team Championship (1 raz) – z Johnem Skylerem[4]

- WWE NXT
  - NXT Tag Team Championship (2 razy) – ze Scottem Dawsonem (2)[4]